# Церква Святого Великомученика Юрія Переможця (Кобилля)
Церква Святого Великомученика Юрія Переможця в Кобиллі — парафія і храм Збаразького благочиння Тернопільської єпархії Православної церкви України в селі Кобилля Тернопільського району Тернопільської области.

## Історія церкви
В архівних документах 1790 року згадується стара дерев'яна церква Святого Великомученика Юрія Переможця. У ній зберігався чудотворний образ Богоматері з Дитям, до якого приходило багато людей за зціленням. У 1875 році в селі створили братство тверезості, про що свідчить пам'ятний хрест на честь скасування панщини.
Наприкінці XIX століття жителі вирішили збудувати новий храм. Коли звели стіни, стару церкву розібрали, а з її матеріалів збудували шатрову дзвіницю. Для будівництва нового храму звели невеличку цегельню.
Святиню збудували у 1885 році та освятили на Покрову Пресвятої Богородиці. Цей день став відпустовим святом. Престол освятили на честь Святого Великомученика Юрія Переможця, як і в старій церкві.
У 2000 році збудували нову дзвіницю та облаштували кам'яні сходи до неї і до храму.

## Парохи
- о. Михайло Найко.